# Рыбаков, Иван Васильевич
Иван Васильевич Рыбаков (11 января 1947 — 3 июля 2015) — советский деятель, новатор производства, токарь научно-производственного объединения «Криогенмаш» имени 40-летия Октября в Московской области. Член Центральной Ревизионной Комиссии КПСС в 1986—1990 годах.

## Биография
В 1963—1966 годах — токарь Балашихинского машиностроительного завода Московской области.
В 1966—1968 годах — в Советской армии.
Член КПСС с 1969 года.
В 1966—1974 годах — токарь Балашихинского машиностроительного завода Московской области. С 1974 года — бригадир комсомольско-молодежной бригады токарей, с 1984 года — токарь научно-производственного объединения «Криогенмаш» имени 40-летия Октября города Балашихи Московской области.
В 1980-х годах окончил Всесоюзный заочный машиностроительный институт.
Потом — на пенсии.
Скончался 3 июля 2015 года, похоронен на Братском кладбище в Балашихе.

## Награды
- Государственная премия СССР (1979)